# DQI秘伝 竜王バリバリ隊
『DQI秘伝 竜王バリバリ隊』（ドラクエワンひでん りゅうおうバリバリたい）は、原作 - 三条陸、漫画 - 稲田浩司による漫画作品。集英社『ブイジャンプ』の1990年12月12日号および1991年6月26日号に掲載された。全2話。
エニックス（現・スクウェア・エニックス）のコンピュータゲーム「ドラゴンクエストシリーズ」の第1作、『ドラゴンクエスト』の世界を舞台とし、怪物の姿に変えられた5人の人間が、人知れず怪物たちから人間を守る戦いを描いた物語。本作の時間軸は第1話の時点で、原作の主人公（勇者）が旅立つ1年前となっている。

## 解説
三条・稲田両名は当時『週刊少年ジャンプ』で『DRAGON QUEST -ダイの大冒険-』（以下『ダイ』）を連載しており、『ダイ』との差別化として、人知れず世界を守るモンスターの物語とした。
本作では作品タイトルの「DQ」に、「ドラゴンクエスト」ではなく略称の「ドラクエ」とルビがふってある。「ドラゴンクエストシリーズ」の漫画において、「ドラクエ」が正式なタイトルに使われている唯一の作品である。
本作は2話で未完として終了しているが、掲載当時の『ブイジャンプ』は現在のような月刊ゲーム雑誌ではなく、半年に一度発売される『週刊少年ジャンプ』の増刊号であった。当初は第2話の掲載された次の号である1991年11月27日号に第3話が掲載される予定だったが、『ダイ』のテレビアニメ化とちょうど時期が重なったため、それに合わせて『ダイ』の外伝「勇者アバン」が掲載され、しかもその号をもって『ブイジャンプ』がいったん休刊となり、のちにゲーム雑誌として『Vジャンプ』が創刊された際には本作は掲載されず、このように未完のまま打ち切りのようなかたちとなった。

## ストーリー
第1話
アレフガルドの地は邪悪な魔王、竜王の放った怪物たちの攻撃によって危機にさらされていた。その怪物たちのなかでもひときわ高い実力を持つのが、「竜王バリバリ隊」と呼ばれる5匹だった。しかし、彼らはもともとは人間で、竜王の姉、竜貴妃によって人間の体を奪われ怪物に姿を変えられていたのである。ある時、偶然にもバリバリ隊の1匹、メタルスライムのピューがもとの人間の姿に戻る。それをきっかけにバリバリ隊は竜王のもとを離れ、ピューを故郷のドムドーラへ送り届けるが、町はすでに暗黒竜ダースドラゴンによって滅ぼされていた。苦戦するバリバリ隊の前に竜貴妃が現れ、手のうちにあるもとの人間の体を食わせると脅して降伏を迫る。バリバリ隊はピューのために戦うことを選び、ピューもふたたび怪物の姿となって、竜貴妃たちを撃退する。そして、バリバリ隊はいつの日か竜王を倒せる人間が現れることに望みをかけ、陰ながらアレフガルドを守るべく戦いを始める。
第2話
バリバリ隊は闇をはらう力をもつ「光の玉」があるラダトーム城を竜王の怪物たちから守って戦っていた。しかし、バリバリ隊の一員、スターキメラのパタタは、身勝手な言動で仲間たちに不信を抱かせる。ピューはパタタを信じるべきだと主張するが、パタタは竜貴妃とその配下、暗黒の騎士によって、自分たちに協力すればもとの姿に戻し、美女ラミを与えると誘惑され、バリバリ隊を裏切って罠にはめる。ラミは自分が人間にあこがれ、暗黒の騎士によって姿を変えられた森の動物であることを明かし、パタタの優しさを見抜いて逃げるように促す。その目にピューの面影を見たパタタは、仲間たちのもとに駆けつけて窮地を救い、協力して暗黒の騎士を倒す。戦いのあと、パタタは森のなかで、もとの姿に戻ったラミとおぼしき野うさぎの姿を目のあたりにする。
実際に描かれたのは以上の2話で、構想としては単行本1冊分程度を予定しており、バリバリ隊の残る3人、死神の騎士ザン、ゴールドマンのボッカ、キラーリカントのガオスがメインとなる話を描きつつ勇者と協力、あるいは陰ながらサポートし、最終的には勇者が竜王を、バリバリ隊が竜貴妃を倒し、もとの姿に戻る予定であったことが語られている。

## 登場人物

### 竜王バリバリ隊
竜貴妃によって、魔水晶の妖力で怪物と体を入れ替えられた人間たち。もともと竜王の配下として人間たちを襲撃していたが、ピューが偶然もとに戻ったことをきっかけに竜王のもとを離れ、やがて竜王たちと戦う決意を固める。本作では基本的に怪物は人間の言葉を話せないが、彼らは話すことができる。
ピュー
メタルスライムに変えられたドムドーラの少年。泣き虫で逃げ足が速い。もっとも人間たちと戦うことを嫌がり、バリバリ隊の仲間を止めようとする。人間の兵士が放った矢が呪いの宝石の中心部を偶然貫き人間の姿に戻るが、バリバリ隊が自分をかくまうために戦っている姿を見て、みずから宝石から矢を抜いて怪物の姿に戻る。
パタタ
スターキメラに変えられたメルキドの大金持ちの一人息子。口から炎を吐いて攻撃する。育った環境から我慢を知らず、小心者かつ女好きで脅しや誘惑に弱く、いち早く降伏しようと言い出したり、仲間を裏切ったりもする。しかし、根は優しい性格で、仲間を見捨てることはできずバリバリ隊へと戻る。
ザン
死神の騎士に変えられたラダトームの一級兵士。バリバリ隊のリーダー的な存在。
ボッカ
ゴールドマンに変えられたリムルダールの木こり。分子の配列を変え身体の一部を武器に変えることができる。竜貴妃に自分の人間の体を人質に取られても、人間の誇りを思い出させたピューのために真っ先に向かってゆく。
ガオス
キラーリカントに変えられたガライの魔道士。パタタのいい加減な性格に呆れている。

### 敵
竜王（りゅうおう）
アレフガルドを闇に閉ざそうとする邪悪な魔王。怪物たちを操り人間たちに攻撃を仕掛ける。部下の前では威厳を見せるが、部下のいないところでは困ったことがあると姉の竜貴妃に泣きつく。
竜貴妃（りゅうきひ）
竜王の姉。部下たちすら存在を知らない竜王の知恵袋で、影の支配者。バリバリ隊を怪物に変えた張本人。みずからの私設軍団として「黒の軍」を持つ。バリバリ隊とあいまみえるたびに顔面に攻撃を受け、歯を折られる。
ダースドラゴン
「黒の軍」に属し、ドムドーラを滅ぼした暗黒竜。圧倒的な力でバリバリ隊を苦戦させるものの、ふたたび怪物の姿となったピューの突撃で竜貴妃が倒れた隙に、一斉攻撃を受けて撃退される。
暗黒の騎士
「黒の軍」の一員。黒い甲冑をまとった姿で、鎖鉄球を武器とする。竜貴妃と結託してパタタを騙し、バリバリ隊を罠にはめるが、心を入れ替えて駆けつけたパタタの炎によって鎧を溶かされ、ピューとボッカの連携攻撃で倒される。
原作ゲームには登場しない本作オリジナルのモンスターである。のちに三条が原作を手がける『ダイ』のスピンオフ作品『ドラゴンクエスト ダイの大冒険 勇者アバンと獄炎の魔王』において、単行本第7巻収録のエピソードに登場する敵「暗黒の騎士ドルディウス」として流用された。

### その他の人物
ラミ
暗黒の騎士の侍女。もともとは森の動物であったが、人間に憧れており、暗黒の騎士に自分の言うことを聞くことを交換条件に美しい人間の娘の姿に変えてもらった。暗黒の騎士の命令で人間を何人も騙してきたが、パタタに対しては騙すのに気が引け、自分の真実を告白する。

## 単行本
三条・稲田両名の2001年の作品である『DRAGON QUEST IV外伝 -地獄の迷宮-』の単行本（集英社刊、ジャンプ・コミックス、2002年8月7日初版、ISBN 4-08-873309-6）に収録されている。執筆から12年の時を経て初めて単行本化された。
その後、『ドラゴンクエスト』誕生25周年を記念して2011年9月16日に集英社ジャンプリミックスから発売された『ドラゴンクエスト作品集Vol.1 地獄の迷宮』に両作品とも再録されている。